# Mathmos

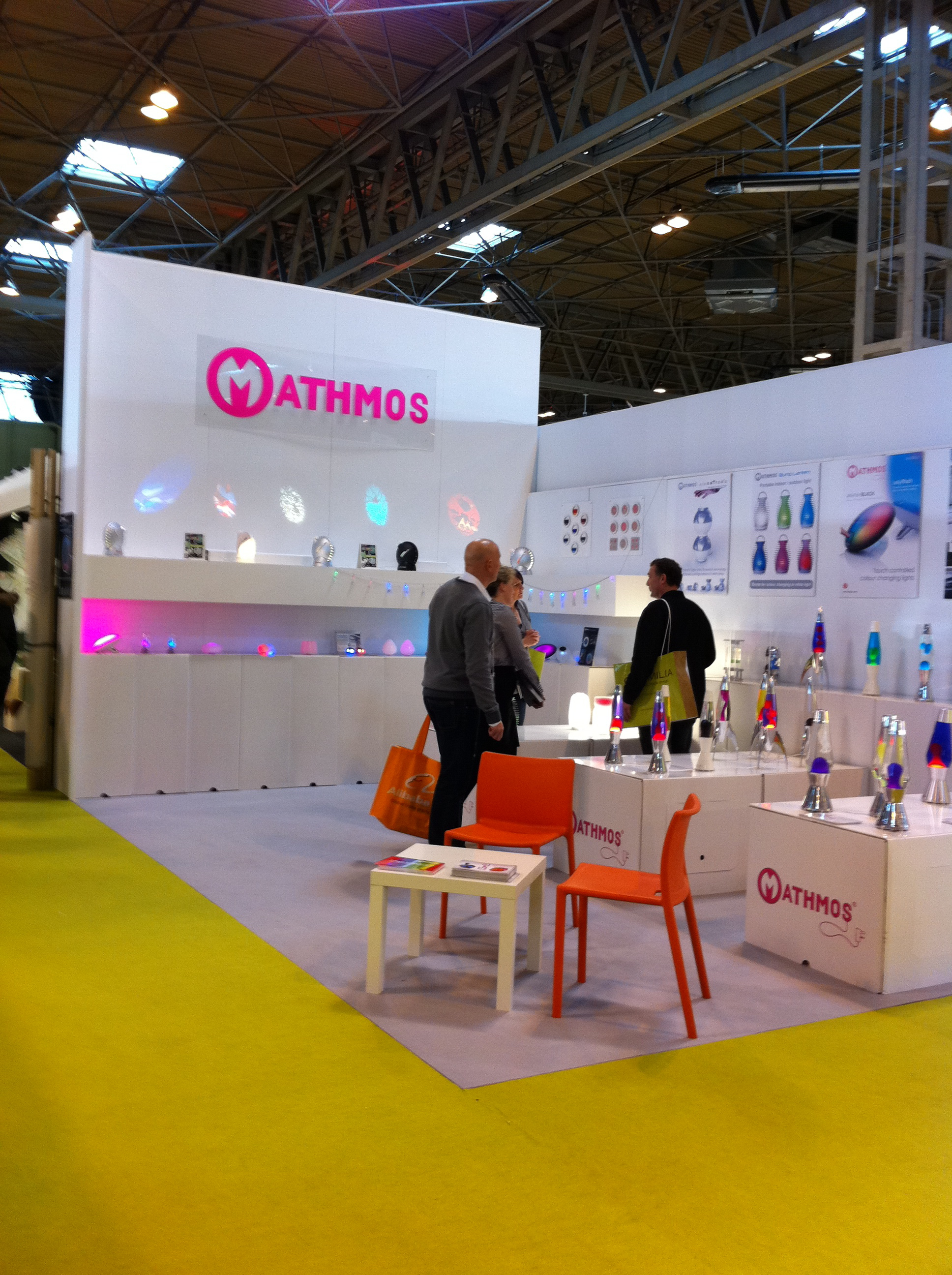
Stand van Mathmos op een beurs in Birmingham.

Mathmos is een Brits bedrijf dat verlichtingsproducten verkoopt en in 1963 werd opgericht door Edward Craven Walker. Tot haar producten behoort onder meer de lavalamp, die is uitgevonden door Craven Walker zelf. De hoofdvestiging van deze fabriek is gelegen in Poole, Dorset (Groot-Brittannië).

## Geschiedenis van het bedrijf
De Astrolamp, oftewel lavalamp, is door Edward Craven Walker uitgevonden rond 1963. De vorm van de lamp was overgenomen van een ontwerp van een eierwekker, die hij in een pub in Dorset had zien staan. Edward en Christine Craven-Walker brachten het product buiten Europa in een aantal landen op de markt, terwijl zij doorgingen met de productie voor de Europese markt onder de originele naam van het bedrijf, Crestworth. De rechten voor de fabricage en de verkoop in de Verenigde Staten, gedurende de looptijd van het patent, werden in 1966 verkocht aan Lava Simplex International.
De originele lavalamp van Craven-Walker is in Europa sinds 1963 continu in productie en ze worden nog steeds op dezelfde locatie, in Dorset, door Mathmos gemaakt. De formule van de lavalamp, aanvankelijk door Craven-Walker in de jaren zestig ontwikkeld en later verbeterd, wordt nog steeds gebruikt.
Nadat er in de jaren zestig en zeventig wereldwijd miljoenen lampen waren verkocht, bleef de groei in de jaren negentig achter.

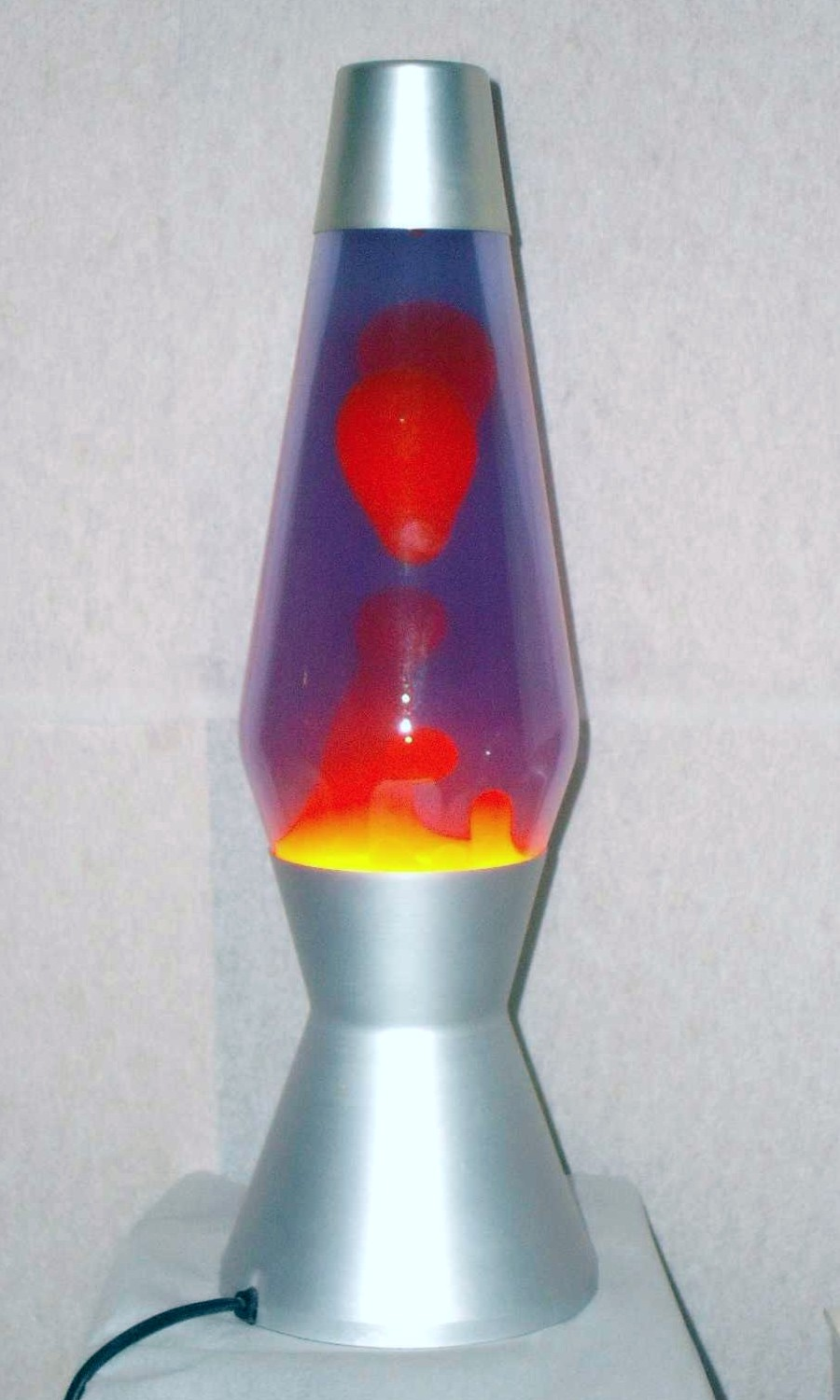
Eem Nathmos Astro-lamp uit 1990

In 1989 namen Cressida Granger en David Mulley de leiding van Walker over van het originele bedrijf Crestworth en veranderden de naam in 1992 in Mathmos. Nu worden er zowel lavalampen als andere sfeerverlichting verkocht.
Gedurende de herlancering van de originele lavalamp in 1990 groeide de verkoop van 10.000 lampen per jaar in 1989 naar 800.000 lampen in 1999. Mathmos won tevens twee Queen Awards voor de export en een aantal andere prijzen. Edward Craven-Walker bleef consultant en directeur bij Mathmos totdat hij in het jaar 2000 overleed.

## Het moderne Mathmos
Sinds 1999 heeft Mathmos, onder leiding van Cressida Granger, het assortiment verbreed met behoud van het concept van de klassieke lavalamp. Mathmos ontwikkelt zelf nieuwe producten en werkt hierbij ook samen met een aantal externe designers, zoals Ross Lovegrove en El Ultimo Grito.
Aan het assortiment zijn van kleur veranderende en oplaadbare lampen toegevoegd, waarvan er een aantal prijzen voor vormgeving hebben gewonnen. Mathmos gaat door met het fabriceren van de klassieke lavalampserie in Groot-Brittannië en vierde in 2013 het 50-jarig bestaan.